# Anthropologie de la santé
L'anthropologie de la santé (ou anthropologie médicale) est une branche de l'anthropologie sociale qui s'est développée à partir de l’étude comparée des systèmes de pensée et d'organisation sociale gérant la santé, la maladie et le soin, et de la variation biologique chez les humains. Aujourd’hui, les anthropologues médicaux s’intéressent à une vaste gamme de sujets, dont les fondements sociaux (culturels, politiques, historiques et épistémologiques) de la santé et de la distribution des maladies, les interprétations (représentations, savoirs, valeurs, institutions), les pratiques (techniques, rôles et relations, programmes) et les institutions liés à la santé ou aux traitements.
Cette discipline utilise les méthodes de l'anthropologie et des sciences sociales pour étudier les questions concernant la santé, la maladie, la guérison et les soins.

## Historique
Certains auteurs voient l'anthropologie de la santé comme un héritage de l'ethnomédecine, qui au cours du XXe siècle a richement documenté et analysé les thérapeutiques traditionnelles comme des pratiques culturelles. La discipline s'est constituée au cours des années 1980 comme un champ thématique au sein de l'anthropologie sociale et culturelle (anthropologie de la santé soutenue en France par des auteurs comme Andreas Zempléni et Marc Augé), comme une spécialité (anthropologie médicale incluant aussi des éléments d'anthropologie biologique, portée par Jean Benoist) ou comme une application de l'anthropologie politique à la santé (développée à partir des années 1990 notamment par Didier Fassin,). D'abord développée aux États-Unis et en Grande-Bretagne, l'anthropologie médicale se déploie en France et dans d'autres pays francophones au début de l'épidémie de sida, lorsque l'absence de traitement et de moyen de prévention efficaces conduit à mener des recherches sur les déterminants socio-comportementaux, contextuels et structurels, de l'exposition au risque infectieux,. La demande en santé publique permet alors de développer des approches pluri, inter et transdisciplinaires, montre les capacités à produire des connaissances opérationnelles en sociologie et anthropologie, apporte une légitimité et des ressources aux chercheurs et attire des étudiants et des professionnels de santé vers de nouveaux parcours de formation. Simultanément, les sociétés deviennent davantage multiculturelles et la médecine et les médicaments sont désormais présents aux côtés des savoirs locaux et de thérapies venues d'ailleurs. Les recherches analysent les effets de concurrence, complémentarité et hybridation du pluralisme médical, ainsi que les rapports aux institutions médicales, vues comme des institutions sociales qui reproduisent, amplifient ou redistribuent, les rapports de pouvoir et de savoir existant dans le sociétés.
Le début du XXIe siècle voit s'installer la "santé globale" qui définit de nouveaux rapports entre problématiques locales et institutions ou programmes mondiaux, complexifiant les rapports avec les systèmes de soin nationaux. L'anthropologie médicale suit ces évolutions en analysant les réponses sociales et le sens attribué aux pathologies émergentes ou dues aux changements sociétaux, comme aux innovations biomédicales. Elle élargit son champ au rapport au "vivant" dans le cadre de l'approche "une seule santé" qui engage des collectivités humaines (qu'elles soient micro-sociales ou globales, éventuellement constituées dans les espaces socionumériques), des agents infectieux, et des espèces animales en inter-relations dans un environnement anthropisé (qualifié d'Anthropocène ou de Capitalocène). L'anthropologie médicale continue à s'exercer dans "l'application" (un terme du XXe siècle remplacé au XXIe par "l'engagement") pour l'amélioration de la santé des populations dominées et vulnérabilisées, l'humanisation des interventions médicales, la reconnaissance et la défense des savoirs minoritaires, la lutte contre les discriminations et les inégalités d'accès à des soins efficaces et culturellement sensibles, et une meilleure compréhension des enjeux qui contraignent la santé.

## Principales approches (à compléter)
L'anthropologie de la santé s'est dégagée de fondements culturalistes à la fin du XXe siècle, et plusieurs approches coexistent :
- une approche d'anthropologie sociale et culturelle
- une approche bioculturelle combinant les aspects biologiques et culturels
- une approche appliquée visant l'amélioration des systèmes et interventions de soin prenant en compte les contextes socioculturels
- une anthropologie médicale critique en lien avec l'anthropologie politique de la santé